# 水酸化テトラブチルアンモニウム
水酸化テトラブチルアンモニウム（すいさんかテトラブチルアンモニウム、英: Tetrabutylammonium hydroxide）は、化学式(C4H9)4NOHで表される化合物であり、Bu4NOHと略記され、TBAOHまたはTBAHと呼ばれる。この化合物は、水またはアルコール溶液として用いられる。有機化学において一般的な塩基である。水酸化テトラブチルアンモニウムは、水酸化カリウムや水酸化ナトリウムのような、より一般的な無機塩基と比較して、有機溶媒への溶解度が高い。

## 調製と反応
水酸化テトラブチルアンモニウムの溶液は、通常、ハロゲン化ブチルアンモニウム（Bu4NX）から、酸化銀(I)との反応やイオン交換樹脂の使用によって、その場で調製される。水酸化テトラブチルアンモニウムを単離しようとすると、ホフマン脱離が誘発され、Bu3Nと1-ブテンが生成される。このため、水酸化テトラブチルアンモニウムの溶液には通常、トリブチルアミンが不純物として含まれている。
水酸化テトラブチルアンモニウムを様々な酸で処理すると、水と他のテトラブチルアンモニウム塩が得られる。
Bu
4NOH + HX  →  Bu
4NX + H
2O

## 用途
水酸化テトラブチルアンモニウムは強塩基であり、アルキル化や脱プロトン化を行うために相間移動触媒としてよく使用される。典型的な反応としては、アミンのベンジル化やクロロホルムからのジクロロカルベンの生成などがある。
水酸化テトラブチルアンモニウムは、さまざまな無機酸で中和することができ、共役塩基の親油性塩を与える。例えば、Bu4NOHをピロリン酸二水素二ナトリウム（Na2H2P2O7）で処理すると、(Bu4N)3[HP2O7]が得られ、これは有機溶媒に可溶である。
同様に、水酸化テトラブチルアンモニウムをフッ化水素酸で中和すると、比較的無水のフッ化テトラ-n-ブチルアンモニウムが得られる。この塩は有機溶媒に溶解し、脱シリル化に有用である。